# 47. Sinfonie (Haydn)
Die Sinfonie G-Dur Hoboken-Verzeichnis I:47 komponierte Joseph Haydn im Jahr 1772 während seiner Anstellung als Kapellmeister beim Fürsten Nikolaus I. Esterházy. Die Sinfonie wird teilweise mit dem Beinamen „Palindrom“ versehen, da Menuett und Trio als Spiegelung (vorwärts und rückwärts) zu spielen sind.

## Allgemeines

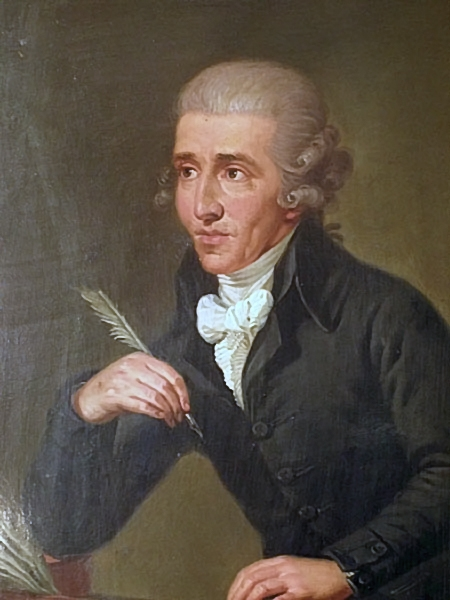
Joseph Haydn (Gemälde von Ludwig Guttenbrunn, um 1770)

Das Autograph der Sinfonie Nr. 47 ist vom Jahr 1772 datiert. Haydn war zu dieser Zeit Kapellmeister beim Fürsten Nikolaus I. Esterházy.  Der gelegentlich für diese Sinfonie verwendete Beiname „Palindrom“ stammt nicht von Haydn. Er bezieht sich auf die Struktur von Menuett und Trio, wo jeweils der erste Teil exakt rückwärts zu spielen ist und dadurch den zweiten Teil ergibt (siehe unten).
Wolfgang Amadeus Mozart notierte die Anfänge der ersten Sätze der Sinfonien Nr. 47, Nr. 62 und Nr. 75, möglicherweise in der Absicht, sie bei einem seiner Konzerte aufzuführen. Einflüsse vom ersten Satz der Sinfonie Nr. 47 zeigen sich im Anfang vom Klavierkonzert in B-Dur KV 456, vom zweiten Satz in der Bläserserenade KV 361 sowie vom dritten Satz in der Bläserserenade KV 388.

„Die Symphone G Nr. 47 ist ein typisches Werk aus dem Jahr 1772 und zugleich eines von Haydns glänzendsten und überzeugendsten.“

## Zur Musik
Besetzung: zwei Oboen, zwei Hörner, zwei Violinen, Viola, Cello, Kontrabass. Zur Verstärkung der Bass-Stimme wurde damals auch ohne gesonderte Notierung ein Fagott eingesetzt. Über die Beteiligung eines Cembalo-Continuos in Haydns Sinfonien bestehen unterschiedliche Auffassungen.
Aufführungszeit: ca. 25 Minuten (je nach Einhalten der vorgeschriebenen Wiederholungen).
Bei den hier benutzten Begriffen der Sonatensatzform ist zu berücksichtigen, dass dieses Schema in der ersten Hälfte des 19. Jahrhunderts entworfen wurde (siehe dort) und von daher nur mit Einschränkungen auf ein 1772 komponiertes Werk übertragen werden kann. – Die hier vorgenommene Beschreibung und Gliederung der Sätze ist als Vorschlag zu verstehen. Je nach Standpunkt sind auch andere Abgrenzungen und Deutungen möglich.

### Erster Satz: (Allegro)
G-Dur, 4/4-Takt, 159 Takte

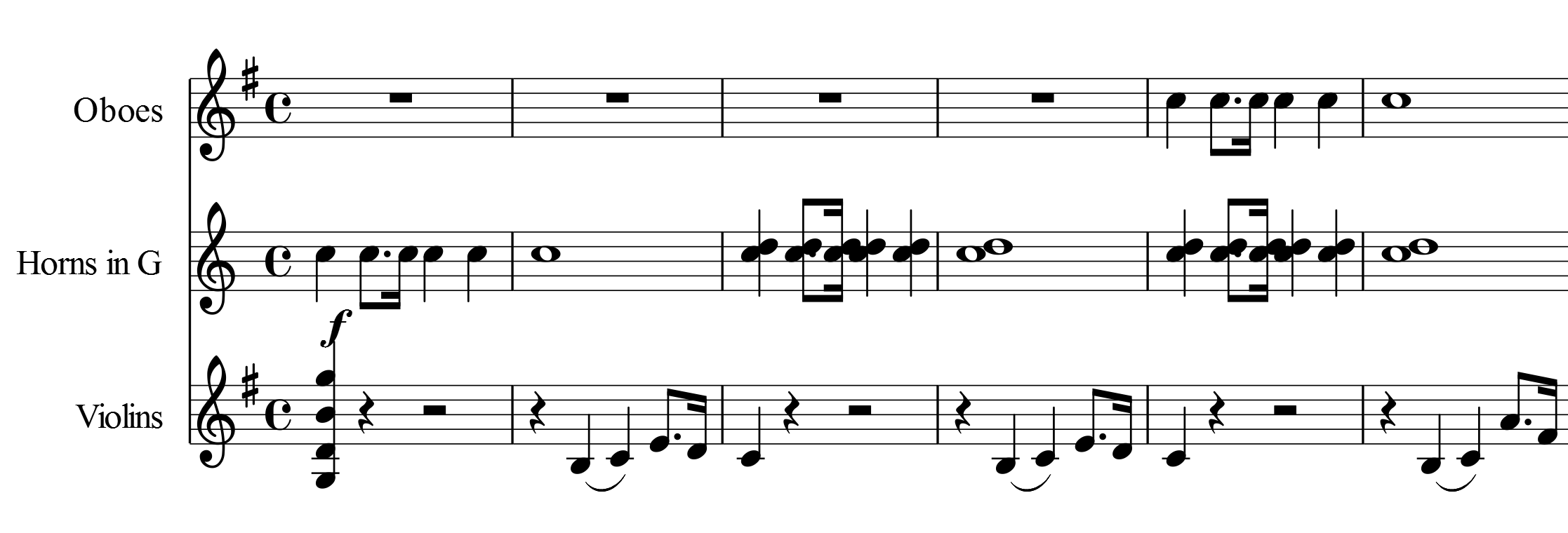
Beginn des ersten Satzes

Der Satz (im Autograph ohne Tempobezeichnung) beginnt mit einem durch seine punktierten Rhythmen marschartig-martialischen Kontrast-Thema, bei dem sich die Bläser mit ihrem fanfarenartigen Signalmotiv aus Tonwiederholung (forte) mit Unisonoeinwürfen der Streicher (piano) abwechseln. Das Signalmotiv in den Bläsern schichtet sich dabei terrassenartig auf: Bei Signal 1 spielt nur das 2. Horn, bei Signal 2 zusätzlich das 1. Horn als dissonante Sekunde, bei Signal 3 zusätzlich die 2. Oboe (als Oktave), bei Signal 4 zusätzlich die 1. Oboe als Quarte (Hörner nun als Quinte) und bei Signal 5 spielen Oboen und Hörner als Quinte. Die aufgebaute Spannung löst sich erst in Takt 10 in G-Dur auf. Piano setzt sich der Dialog zwischen Bläsern und Streichern weiter fort, unterbrochen von vier Takten mit Achtel-Staccatoläufen in den Violinen.
In Takt 25 folgt ein Forte-Block mit dem Marschmotiv aus der Streicherfigur. Das Marschmotiv wird kontrapunktisch verarbeitet, indem es versetzt sowie in freier Umkehrung in den Instrumenten geführt wird. Der Block wechselt zur Doppeldominante A-Dur, die den Eintritt des zweiten Themas in der Dominante D-Dur ankündigt. Das zweite Thema besteht aus kontrastierenden, tänzerisch-leichten Triolenbewegungen der Streicher über schreitender Staccato-Bewegung im Bass, nach ein paar Takten kommen die Bläser sanglich-begleitend dazu. Die Schlussgruppe enthält ein lebhaft-aufstrebendes Motiv und rasante Läufe der Violinen.
Die Durchführung moduliert den Dialog vom ersten Thema durch verschiedene Tonarten (e-Moll, fis-Moll), wobei die 1. Violine die Rolle der (nun schweigenden) Bläser übernimmt. Ab Takt 69 werden die Triolen vom zweiten Thema neben den punktierten Rhythmus des ersten Themas gesetzt. Nach einem langen Orgelpunkt auf h-Moll, über den sich der wiederum teils dissonante Dialog zwischen Bläsern und Streichern vom ersten Thema legt, tritt das zweite Thema in e-Moll auf. Dessen Triolenbewegung wird verlängert und verstärkt sich über die Steigerung zum Forte bis hin zum Unisono.
Die Reprise hat Haydn besonders gestaltet, indem das erste Thema im unerwarteten g-Moll einsetzt und damit der Hörer zunächst im Unklaren gelassen wird, ob die Reprise bereits begonnen hat oder es sich noch um die Durchführung handelt (ähnlich im ersten Satz der Sinfonie  Nr. 24). Die Unisono-Figur der Streicher ist nun eine kleine Terz nach oben versetzt und wird auch bei den folgenden Wiederholungen verändert. Durch die Molltrübung wirkt das Thema nun düster-drohend, „also ob eine angenehme Gestalt ihre Maske abgerisse habe und zum ersten mal einen veränderten, entsetzlichen Aspekt zeige.“ Über einem ausgehaltenen Septakkord der Bläser setzt dann – als wäre nichts gewesen – das zweite Thema in G-Dur ein. Anschließend hat Haydn noch die Reihenfolge der Teile aus der Exposition verändert: Auf das zweite Thema folgt zunächst der Dialog zwischen Bläsern und Streichern entsprechend Takt 12 (nun verlängert und forte), dann die Staccato-Achtelfigur der Violinen entsprechend Takt 18, die jetzt in die Schlussgruppe führt.

„Der Kopfsatz ist ein höchst merkwürdiges Gebilde. Mit seinen Marschrhythmen und den gleich zu Beginn in den Vordergrund gerückten Hörnern wirkt er, als ob es sich um eine ‚große‘ C-Dur-Symphonie handele, deren große Besetzung aber, wie in allen Symphonien dieser Gruppe, fehlt. Den ganzen Satz hindurch werden unterschiedliche Satztechniken und Möglichkeiten der Formbildung durch dialogisierende Klanggruppen und einfache Reihung geradezu systematisch vorgeführt, und ebenso systematisch wird auf thematische Arbeit verzichtet; dabei sind die thematischen Gedanken – Marsch, „schubertisch“ entspannte Triolen, Signal – ganz klar gegeneinander abgesetzt.“

### Zweiter Satz: Un poco adagio, cantabile
D-Dur, 2/4-Takt, 178 Takte
Das Hauptthema des Variationssatzes, bei dem die Violinen wie auch in anderen langsamen Sätzen von Haydns Sinfonien dieser Zeit mit Dämpfern spielen,  ist in A-B-A´- Form aufgebaut. Erstmals benutzt Haydn hier in einem langsamen Sinfoniesatz die Variationsform. Der A-Teil besteht aus zwei fünftaktigen Phrasen nur für Streicher im doppelten Kontrapunkt der Oktave (d. h. die beiden unisono geführten Stimmen der Violinen und tiefen Streicher können im Abstand eine Oktave miteinander vertauscht werden, ähnlich im zweiten Satz der Sinfonie  Nr. 70). Der B-Teil ab Takt 11 mit dichterer Satzstruktur, bei dem die Bläser „mit wunderbaren Klangfarben“ einsetzen, umfasst eine viertaktige Phrase und eine sechstaktige Erweiterung. Der Abschnitt A´ als Variante von A steht wiederum nur für Streicher, in ihm sind die Ober- und Unterstimmen gegenüber dem A-Teil vertauscht. Dieses Element der Stimmenvertauschung wird in allen Variationen beibehalten. Weiterhin erfolgt in den Variationen 1 bis 3 eine „Verschnellerung“, d. h. kleinere Notenwerte in jeder Variation (Schema der Figuralvariation):
- Variation 1 (Takt 31–60): mit Sechzehnteln;
- Variation 2 (Takt 61–90) mit Sextolen (Sechzehntel-Triolen);
- Variation 3 (Takt 91–120) mit Zweiunddreißigsteln.

Die Variation 4 ist wie am Anfang in ruhiger Achtelbewegung gehalten. Die Bläser sind nun von Beginn an beteiligt. Die im vierstimmigen Satz gehaltene Variation endet jedoch „offen“ auf einem Dominantseptakkord mit Fermate, gefolgt von einer ausgedehnten Coda, bei der der A-Teil des Themas allmählich im Pianissimo verhaucht.

### Dritter Satz: Menuet al Roverso
G-Dur, 3/4-Takt, mit Trio 22 Takte (ohne die rückwärts zu spielenden Teile)

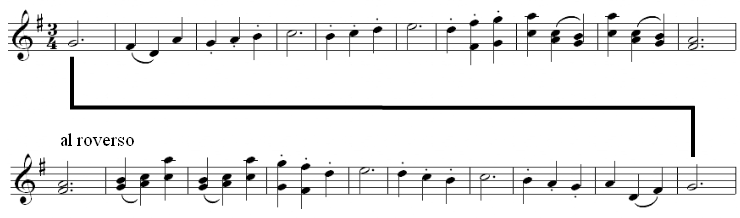
Erster und zweiter Teil des Menuetts

Menuett und Trio sind als Palindrom gestaltet: Der erste Teil des Menuetts (Takt 1 bis 10) ergibt rückwärts gespielt den zweiten, ebenso beim zwölftaktigen Trio. Im Autograph sind jeweils nur die ersten Teile mit der Anweisung „al Roverso“ notiert. Im Gegensatz zu einem Krebskanon sind Menuett und Trio durchweg homophon.
Durch die Setzung von Akzenten im Menuett wird beim Rückwärtsspielen der Effekt auch akustisch auffällig, insbesondere dann, wenn die Forte-Akzente auf der sonst unbetonten dritten Zählzeit des Taktes auftreten. Im Trio (ebenfalls in G-Dur) treten die Bläser solistisch hervor.
Im Klavierauszug wurde das Menuett nachträglich, wahrscheinlich zur Veröffentlichung im Jahr 1774, in die 1773 komponierte Klaviersonate A-Dur Hob. XVI:26 aufgenommen. Der Druck der Klaviersonaten Hob. XVI:21 bis Hob. XVI:26 ist dem Fürsten Nikolaus gewidmet, was möglicherweise ein Hinweis darauf ist, dass dieser an der Kunstfertigkeit des Sinfoniesatzes besonderen Gefallen fand.

### Vierter Satz: Finale. Presto assai
G-Dur, 2/2-Takt (alla breve), 283 Takte
Der rasante Satz „beginnt mit einem leise dahinjagenden Thema“ im Streicherpiano, das zunächst einen periodischen Aufbau aus zwei Viertaktern zeigt, dann als zehntaktige Fortspinnung weitergeht. Stimmführend ist die 1. Violine, die 2. Violine begleitet als Liegeton, Viola und Bass als „schnell pulsierende Viertelbewegung“, die sich auch durch den weiteren Satz zieht. Die Tonika G-Dur scheint zunächst nicht gefestigt, erst in den plötzlichen Unisono-Akkordbrechungen im Forte tritt die sie entschieden hervor. Ab Takt 27 wird das Thema mit anderer Fortspinnung wiederholt.
Ebenfalls unvermittelt brechen ab Takt 45 abstürzende D-Dur-Dreiklänge im Forte unter Synkopenbegleitung herein, die abrupt nach d-Moll und Es-Dur wechseln und gleichzeitig mit Vorschlägen verziert sind. Dadurch entsteht eine „exotische“ Klangfarbe. Nach einer Zäsur (ganztaktige Generalpause mit Fermate) folgt der dritte Auftritt des Themas, nun in der Dominante D-Dur, wobei die Fortspinnung wiederum variiert ist. Die lebhaft-lärmende Schlussgruppe im Forte basiert auf einer Folge absteigender Oktavgänge.
Die Durchführung greift zunächst die schließenden Akkordschläge vom Ende der Exposition auf und fügt dann die Unisono-Dreiklangsbrechungen in e-Moll an, die am Satzanfang die Tonika G-Dur gefestigt hatten. Ab Takt 134 hat das Thema in der Subdominanten C-Dur einen Auftritt mit einer Variante der dritten Fortspinnung. Der wiederum abrupt anschließende Forteblock mit den Vorschlags-Dreiklangsbrechungen und Synkopenbegleitung ist nun verlängert, variiert und enthält einige „haarsträubende“  Dissonanzen im Horn. Die Unisono-Dreiklangsbrechungen in D-Dur leiten zur Reprise zurück.
Die Reprise ab Takt 186 ist ähnlich der Exposition strukturiert, bringt aber das Thema ohne Wiederholung (und ohne das unterbrechende Dreiklangs-Unisono). Die Schlussgruppe ist um eine Coda ergänzt.